# Una canta, otra no
Una canta, otra no (o también Una canta, la otra no) es una película francesa de género dramático y musical, escrita y dirigida por Agnès Varda y estrenada en 1977.

## Sinopsis
De 1962 a 1976, la amistad entre dos mujeres jóvenes construye una historia que se narra como la crónica del feminismo y los derechos de las mujeres.

### Trama
Pauline, de 17 añosb y estudiante, desea dejar a su familia para convertirse en cantante. Interesada en una exposición de fotografías que representan a mujeres que se encuentran demasiado tristes, reconoce a una de las modelos, Suzanne, quien, con Jerome, el fotógrafo, tuvo dos hijos. Las dos mujeres se unen. Suzanne, nuevamente embarazada, lucha por cuidar a sus hijos, por falta de dinero decide abortar. Pauline obtiene dinero de sus padres con una mentira. Cuando descubren el engaño, decide dejarlos y se lanza como cantante.
Jérôme no encuentra su camino en la fotografía, se ahorca en su estudio. Suzanne regresa a la granja de sus padres cerca de Soissons. 
Las dos jóvenes se reencuentran por casualidad diez años después, en 1972. Pauline, que se hace llamar Pomme, sigue cantando defendiendo los derechos de la mujer. En el tribunal de Bobigny se lleva a cabo un juicio. Suzanne, después de años difíciles en la granja, encontró trabajo en Hyères, en una piscina y en Planificación Familiar. Pomme canta un repertorio feminista con un grupo de músicos. Conoció a un iraní, Darius, cuando iba a Ámsterdam.
Suzanne permanece sola mientras cría a su hija y a su hijo. Ella está teniendo aventuras, pero se niega a hablar con un pediatra porque está casado. 
Pomme sigue a su compañero a Irán, donde se casa con él. Continúa intercambiando noticias con Suzanne por correo. Embarazada, Pomme comprende entonces que el país no le conviene y decide regresar a Francia para dar a luz. Alojada en casa de Suzanne, se pelea con Darius, que quiere llevar al bebé de regreso a Irán. Hacen un trato al tener un segundo hijo: uno para cada uno. Pomme rehace su grupo música y se va de gira. Las canciones cuentan su vida.
Al divorciarse el pediatra, Suzanne accede a casarse con él. Mientras, Pomme da a luz a una niña a la que da el nombre de pila de su amiga. Se reencuentran unos años después con sus amigos e hijos. Ambas lucharon por sus objetivos vitales, y sus vidas pueden servir de ejemplo a otras mujeres.

## Ficha técnica[6]
- Título: Una canta, la otra no
- Producción: Agnès Varda[7]
- Guion: Agnès Varda
- Vestuario: Franckie Diago
- Maquillaje: Tamani Berkani
- Su: Henri Morelle
- Fotografía: Charles Van Damme
- Montaje: Joële van Effenterre
- Música: François Wertheimer
- Compañías de producción: Ciné Tamaris, INLC, INA, Paradise, Población, SFP
- Empresas distribuidoras: Distribución de Cinema 5
- País de origen:   Francia  Bélgica  Venezuela
- Idiomas: Francés
- Formato: Color - 2,35: 1 - Mono - 35 mm
- Género: Drama
- Duración: 120 minutos (2 horas)

## Reparto
- Thérèse Liotard: Suzanne
- Valérie Mairesse: Pomme (Pauline)
- Ali Raffi: Darius, iraní esposo de Pomme
- Jean-Pierre Pellegrin: doctor Pierre Aubanel
- Robert Dadiès: Jérôme, amante de Suzanne (1962)
- Mona Mairesse: madre de Pomme
- Francis Lemaire: padre de Pomme
- Gisèle Halimi: ella misma
- François Wertheimer: François
- Mathieu Demy: Zorro, hijo de François
- Marion Hänsel: la funambulista
- Rosalie Varda: Marie con 16 años (1976)

## Alrededor de la película
Agnès Varda dedicó un cortometraje independiente, Plaisir d'amore en Iran, a los vagabundeos de Pomme y Darius en Irán. 
El personaje de 'Zorro' lo interpreta Mathieu Demy, hijo de Agnès Varda y Jacques Demy. El de 'Marie con 16 años' lo interpreta Rosalie Varda, hija de Agnès Varda y Antoine Bourseiller, e hija adoptiva de Jacques Demy. 
Otra película estrenada el mismo año, La Dentellière de Claude Goretta, está interpretada por una joven actriz francesa cuyo personaje también es apodado "Pomme", Isabelle Huppert, que encontró allí el papel que lanzó su carrera cinematográfica.